# Experiments and Observations on Electricity
Experiments and Observations on Electricity (in italiano "Esperimenti e osservazioni sull'elettricità") è un trattato di Benjamin Franklin basato su lettere che egli scrisse a Peter Collinson, il quale comunicò le idee di Franklin alla Royal Society. Le lettere furono pubblicate come libro in Inghilterra nel 1751, e negli anni successivi il libro fu ristampato in altre quattro edizioni contenenti materiale aggiuntivo, l'ultima nel 1774. Lo storico della scienza I. Bernard Cohen realizzò un'edizione con commento storico pubblicata nel 1941.

## Contenuto

### Elettricità positiva e negativa
Prima di Franklin, l'elettricità era considerata una forza unica e misteriosa. Attraverso i suoi esperimenti, in particolare con le bottiglie di Leida cariche (antenati dei condensatori), Franklin osservò due comportamenti elettrici distinti. Introdusse così i termini elettricità positiva e negativa, simboleggiate rispettivamente da "+" e "-". Questa distinzione cruciale aiutò a spiegare vari fenomeni elettrici. Per esempio, quando due oggetti con la stessa carica si respingono, è perché hanno un eccesso dello stesso tipo di elettricità. Al contrario, oggetti con cariche opposte si attraggono perché cercano di bilanciare lo squilibrio elettrico.

### Teoria del fluido unico
Le teorie prevalenti all'epoca suggerivano che l'elettricità fosse composta da due fluidi: fluido vitreo (positivo) e fluido resinoso (negativo). Franklin sfidò questa idea con la sua teoria del fluido unico. Propose che l'elettricità non fosse costituita da due fluidi, ma da un unico fluido elettrico presente in tutta la materia. La quantità variabile di questo fluido all'interno di un oggetto determinava il suo stato elettrico:
- Un oggetto con un eccesso di fluido elettrico diventava caricato negativamente.
- Un oggetto con un deficit di fluido elettrico diventava caricato positivamente.

Sebbene non completamente accurata secondo la moderna comprensione di elettroni e protoni, la teoria del fluido unico di Franklin fu un passo significativo verso la comprensione delle cariche elettriche.

### Parafulmine
Forse il contributo più famoso di Franklin derivò dalla sua esplorazione della relazione tra elettricità e fulmini. Condusse il famoso esperimento del kite (aquilone) nel 1752, prelevando elettricità da una nuvola temporalesca usando un aquilone con una chiave di metallo attaccata alla corda bagnata. Questo esperimento dimostrò la natura elettrica dei fulmini e aprì la strada all'invenzione del parafulmine. Franklin propose che aste metalliche appuntite poste sulla sommità degli edifici potessero condurre in modo sicuro le scariche dei fulmini nel terreno, proteggendo le strutture. Il parafulmine si rivelò un'invenzione salvavita e rimane oggi un elemento cruciale per proteggere gli edifici dalle scariche atmosferiche.

## Conseguenze
Le scoperte chiave di Franklin furono rivoluzionarie perché fornirono un quadro per comprendere i fenomeni elettrici. Sostituirono vaghe nozioni di elettricità con concetti chiari come cariche positive e negative. Offrirono un meccanismo per spiegare l'attrazione e la repulsione elettriche. Evidenziarono il potenziale per applicazioni pratiche come il parafulmine. Queste scoperte posero le basi per ulteriori esplorazioni scientifiche e continuano a influenzare la nostra comprensione dell'elettricità.